# Gyda Aller
Gyda Natalie Aller (født 12. marts 1887 i Nykøbing Falster, død 22. september 1967) var en dansk skuespillerinde.
Hun filmdebuterede i 1912 hos Filmfabrikken Skandinavien og medvirkede derefter i film fra en række forskellige danske produktionsselskaber. Fra 1914 til 1916 var hun engageret hos Nordisk Films Kompagni hvor hun medvirkede i mere end 30 stumfilm. I 1921 i hendes sidste film Die sterbende Stadt instrueret af Holger-Madsen. Hun var kendt som den danske Henny Porten – efter en kendt tysk stumfilmsskuespillerinde.
Gyda Aller var datter af Marie Aller (f. 10. august 1866) og Jens Christian Emanuel Johan Aller (f. 4. april 1866), og søster til Ellen Johanne Christine Aller (f. 17. januar 1889). Hun var gift med Johan Holger Salomon, med hvem hun fik sønnen Holger Gyde Aller  (1908 - 1973).

## Filmografi
| - Karnevalsnattens Gaade (som Frieda, kammerpige hos baronen; ukendt instruktør, 1912) - Forskrevet sig til Satan (som Fru de Montrose; ukendt instruktør, 1913) - Den sorte Familie (som Karen, Oles mor: instruktør Alfred Cohn, 1914) - Arvingen til Skjoldborg (som Grete, møllerens datter; instruktør Alfred Cohn, 1914) - Fædrenes Synd (som Hedvig von Colwitz; instruktør August Blom, 1914) - Bagerstrædes Hemmelighed (som en ung pige; instruktør Alfred Cohn, 1914) - Detektivens Barnepige (instruktør Hjalmar Davidsen, 1914) - Et Gensyn (som godsejerens datter; ukendt instruktør, 1914) - Paulines Drøm (som pigen Pauline; ukendt instruktør, 1914) - Min Ven Levy (som Amélie, Deleurants datter; instruktør Holger-Madsen, 1914) - Gyldne Lænker (som Ninon, Felix' forlovede; instruktør Alfred Cohn, 1914) - Frøken Lilli (som fru Elly Bagge; ukendt instruktør, 1914) - En slem Dreng (som Frøken Mimi, Karl kæreste; instruktør Lau Lauritzen Sr., 1915) - Lige for lige (som Stella Borgen, en letlevende dame; instruktør Lau Lauritzen Sr., 1915) - Hvem var hun? (som den skønne ubekendte; instruktør Lau Lauritzen Sr., 1915) - Den skønne Ubekendte (som Kisse Engel; instruktør Lau Lauritzen Sr., 1915) - Den Vanærede (som Edele, Marias datter; instruktør Hjalmar Davidsen, 1915) - En Skilsmisse (som Helene, Billys kone; instruktør Lau Lauritzen Sr., 1915) - En Kone søges (instruktør Lau Lauritzen Sr., 1915) - Paa Syndens Tærskel (som baronesse Josepha; instruktør Alexander Christian, 1915) - Alle Kneb gælder (som Helene Mortimer; instruktør Lau Lauritzen Sr., 1915) - For Lykke og Ære (som Nelly, Georges elskerinde; instruktør Robert Dinesen, 1915) | - Godsforvalteren (som Julie Kruse; instruktør Hjalmar Davidsen, 1915) - Syndens datter (som Mary Life, en letsindig pige; instruktør August Blom, 1916) - Den største Kærlighed (som Daisy, Johns kæreste; instruktør August Blom, 1916) - En uheldig Skygge (instruktør Lau Lauritzen Sr., 1916) - Den flyvende Kuffert (som Rentier Nolles kone; instruktør Lau Lauritzen Sr., 1916) - Det gaadefulde Væsen (som Alexa, danserinde; instruktør Robert Dinesen, instruktør Lau Lauritzen Sr., 1916) - For hendes Skyld (som Dora Seemark; instruktør Robert Dinesen, 1916) - Hønseministerens Besøg (instruktør Lau Lauritzen Sr., 1916) - Det stjaalne Navn (som Lady Mabel Hamilton; instruktør Alexander Christian, 1916) - Viljeløs Kærlighed (som Gabriela; instruktør Hjalmar Davidsen, 1916) - Sommer-Kærlighed (som Grethe; instruktør Lau Lauritzen Sr., 1916) - Arvetanten (som Lizzie Gay, skuespillerinde; instruktør Lau Lauritzen Sr., 1916) - Vidunderhunden (instruktør Lau Lauritzen Sr., 1916) - I tjenstligt Øjemed (instruktør Lau Lauritzen Sr., 1916) - Lykkedrømme (som Helene Sterner, operasangerinde; instruktør Hjalmar Davidsen, 1916) - Voksdamen (instruktør Alfred Cohn, 1916) - Sønnen (som Maja; instruktør August Blom, 1916) - Min Svigerinde fra Amerika (instruktør Lau Lauritzen Sr., 1917) - Kærligheds-Væddemaalet (som Elsa, Eriks anden kusine; instruktør August Blom, 1917) - Die sterbende Stadt (som Trixi, professor-datter; instruktør Holger-Madsen, 1921) - De Ægtemænd! (som fru West; instruktør A.W. Sandberg) |